# The Great Lie

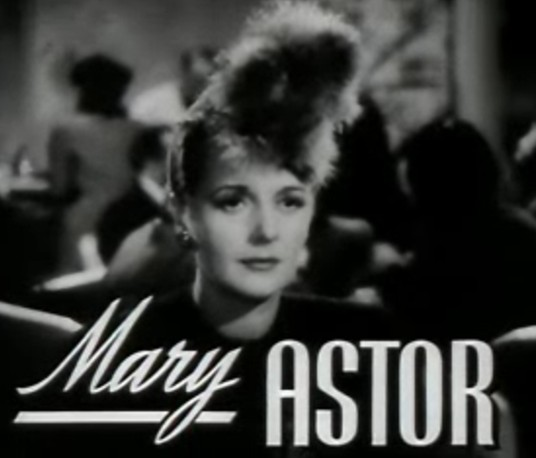
Mary Astor com a Sandra Kovak

The Great Lie és una pel·lícula estatunidenca dirigida per Edmund Goulding i estrenada l'any 1941.

## Argument
Un cap de setmana esbojarrat acaba quan la concertista de piano Sandra Kovak (Mary Astor) s'escapoleix amb el playboy i aviador Pete Van Allen (George Brent). Aviat s'assabenten tots dos que el seu matrimoni és il·legal perquè el divorci de Sandra no tenia caràcter definitiu. Pete li demana que es torni a casar amb ell a la setmana següent, quan ella ja estigui lliure legalment, però Sandra insisteix que té un compromís inajornable per fer un concert a Filadèlfia. Rellevat del seu treball, Pete vola a la plantació que té a Maryland la seua exnòvia Maggie Patterson (Bette Davis), la qual va trencar la seua relació amb ell per la frívola conducta del jove. Pete li demana perdó i promet canviar. Confessant que encara l'estima, Maggie accedeix a casar-se amb ell de seguida quan s'assabenta que el seu matrimoni amb Sandra no és vàlid. No obstant això, la seua lluna de mel es veu interrompuda quan criden Pete a Washington i li encarreguen un vol d'inspecció governamental sobre territori sud-americà. Amb Pete absent, Maggie va de compres a Nova York i troba Sandra, la qual li explica que tindrà un fill de Pete. Sandra creu que Pete, quan sàpiga aquesta notícia, es divorciarà de Maggie i tornarà al seu costat. Aquest mateix dia, més tard, Maggie rep la notícia que l'avió de Pete s'ha estavellat en plena selva. Amb el cor destrossat, Maggie ofereix a Sandra un arranjament financer si li permet adoptar el nadó de Pete. Sandra accedeix i les dues dones es retiren a un ranxo solitari d'Arizona, on neix el nen. En tornar a Maryland, Maggie presenta al petit com a seu. Mesos més tard, Pete, que ha sobreviscut a l'accident, torna a casa seua, però Maggie s'absté d'explicar la veritat sobre el seu fill. Quan Sandra torna d'una gira de concerts a Austràlia, visita la plantació i insisteix que Maggie li expliqui a Pete la veritat sobre el nadó. Ell censura a Maggie que li hagi mentit, però li confessa que encara l'estima i que està disposat a lliurar el nen a Sandra. Quan comprèn que pot tindre el nen, però no Pete, Sandra decideix deixar-lo amb el seu pare i amb Maggie, la seua "mare" real.

## Crítica
- "L'actuació és impressionant, la direcció d'Edmund Goulding és de gran categoria, però l'argument és tan frívol que amb prou feines sembla mereixedor de tot això. Tanmateix, és probable que entusiasmi les dones, ja que està ple de tafaneries... L'única excusa per a aquesta història tan artificial és que ofereix a la senyoreta Davis l'oportunitat d'exhibir el seu magnífic talent en l'adversitat, per a ésser maternal i noble, la dona "bona" en oposició a la "dolenta".'"[2]
- "The Big Lie és un drama sofisticat que utilitza l'eterna fórmula del triangle amb algunes noves variants, procurant a Bette Davis l'oportunitat d'exhibir constantment la seua tràgica emotivitat."[3]
- "Una proposta tan elaborada com es podria esperar de la combinació dels talents del repartiment, productors, director i guionista ... La senyoreta Davis fa el paper de la segona esposa i acaba esborrant tot indici de teatralitat del film. No és la seua interpretació més espectacular, però la dota d'una lloable sinceritat. En el seu discurs final es mostra generosa amb el seu rival en l'argument, però com a estrella és encara més generosa amb l'actriu que interpreta el paper. (...) La interpretació de la concertista a càrrec de Mary Astor és un treball enlluernador, que donarà a la carrera d'aquesta encantadora actriu un ímpetu tremend i la llançarà al cim que li correspon. El fascinant personatge que crea és el d'una dona fràgil, egoista, aviciada."[4]

## Repartiment
- Bette Davis
- George Brent
- Mary Astor
- Lucile Watson
- Hattie McDaniel
- Grant Mitchell
- Jerome Cowan
- Sam McDaniel
- Thurston Hall
- Russell Hicks
- Charles Trowbridge
- Virginia Brissac
- Olin Howland
- J. Farrell MacDonald
- Doris Lloyd
- Addison Richards
- Georgia Caine
- Alphonse Martell[1]

## Curiositats
- Tant Bette Davis com Mary Astor pensaven que el guió original no era bo i elles mateixes el van reescriure en diverses ocasions.
- George Brent era pilot d'aviació amb llicència i ell mateix va fer els aterratges que es veuen al film.
- Mary Astor va simular tocar-hi el piano (ella mateixa era una consumada pianista) però les mans que hi veiem en els primers plans són, en realitat, de Norma Drury Boleslavsky, i la música que hi sentim de Max Rabinowitz.
- Lux Radio Theater en va emetre una adaptació radiofònica de seixanta minuts el 2 de març del 1942 amb George Brent i Mary Astor interpretant els seus mateixos papers de la pel·lícula.
- A suggeriment de Mary Astor, els seus cabells es van lligar en forma de monyo durant el rodatge perquè així s'estalviava temps per a pentinar-los. Durant la filmació de El falcó maltès va decidir portar-ho igual (tot i que una mica més llarg), la qual cosa va causar furor en el món de la moda d'aquells anys.[5]

## Lapsus del rodatge
- El pastís de Violet i Jefferson canvia de mida a partir del moment en què surt de la cuina (molt alt) i arriba a la zona del menjador (molt més curt).
- Els cabells de Maggie canvia la seua longitud entre els diferents plans: de vegades, li arriba a les espatlles i, d'altres, li emmarca estretament el rostre.[6]

## Premis i nominacions

### Premis
- 1942. Oscar a la millor actriu secundària per Mary Astor